# Сурды
Су́рды (бел. Сурды) — деревня в составе Головчинского сельсовета Белыничского района Могилёвской области Республики Беларусь. Население — 32 человека (2009).

## География

### Расположение
В 14 км на северо-восток от Белынич, в 22 км от областного центра и железнодорожной станции Могилёв.

### Гидрография
Восточнее деревни протекает река Вабич — приток Друти.

## Транспортная система
Транспортная связь по автодороге Круглое — Могилёв. Планировка V-образная. Главная улица является частью автодороги. От её на север вдоль реки отходит другая улица. Застройка двухсторонняя, деревянными домами усадебного типа.

## История
По письменным источникам известна с XVII века. В 1681 году — владение доминиканского костёла в Головчине. После 1-го раздела Речи Посполитой (1772 год) находилась в составе Российской империи. В 1777 году — в Могилёвском уезде Могилёвской губернии. В 1785 году — в составе имения Старое Село Могилёвского уезда, 18 дворов, 121 житель. С 1847 года — в составе имения Ермоловичи. В 1897 году в деревне было 29 дворов, 176 жителей, в Нежковской волости Могилёвского уезда Могилёвской губернии. В 1909 году открыта земская школа (в 1925 году — 58 учеников).
С февраля до октября 1918 года оккупирована германской армией. В 1931 году организован колхоз «Наша победа». 2 июля 1941 года оккупирована немецко-фашистскими захватчиками. В 1 км на восток от деревни в братской могиле похоронены 2 солдата, которые погибли в июле 1941 года. Во время Великой Отечественной войны на фронтах погибли 10 местных жителей, 4 жителя убиты гитлеровцами. Освобождена 29 июня 1944 года.
В 1986 году — в составе колхоза «Наша победа» с центром в Головчине.

## Население

### Численность
- 2009 год — 32 жителя.

### Динамика
- 1785 год — 18 дворов, 121 житель.
- 1897 год — 29 дворов, 176 жителей.
- 1909 год — 190 жителей.
- 1926 год — 51 двор, 280 жителей.
- 1959 год — 192 жителя.
- 1970 год — 175 жителей.
- 1986 год — 99 жителей.
- 2002 год — 32 двора, 49 жителей[2].
- 2007 год — 24 двора, 43 жителя.
- 2009 год — 32 жителя.